# HMS Agincourt (1913)
O HMS Agincourt foi um navio couraçado operado pela Marinha Real Britânica. Sua construção teve início em setembro de 1911, nos estaleiros da Armstrong Whitworth, em Newcastle upon Tyne, sendo lançado ao mar em janeiro de 1913. Era armado com uma bateria principal composta por catorze canhões de 305 milímetros, montados em sete torres de artilharia duplas, o maior número de armas e torres já instalado em qualquer couraçado na história. Com deslocamento superior a trinta mil toneladas, tinha velocidade máxima de 22 nós (41 quilômetros por hora).
Foi originalmente encomendado pelo Brasil em 1911, com o nome de Rio de Janeiro, iniciando uma corrida armamentista naval da América do Sul. Porém, com o colapso do ciclo da borracha e a melhora nas relações com a Argentina, o Brasil decidiu vender a embarcação para o Império Otomano, em dezembro de 1913. Foi renomeado como Sultân Osmân-ı Evvel e estava quase completo quando a Primeira Guerra Mundial eclodiu, em julho de 1914. O governo do Reino Unido tomou o couraçado para uso da Marinha Real, o que criou ressentimento nos otomanos, já que o pagamento pelo navio tinha sido finalizado, fato que contribuiu na decisão do Império Otomano em juntar-se aos Impérios Centrais.
A embarcação foi completada e renomeada para HMS Agincourt, sendo comissionada na frota britânica em agosto de 1914, passando a integrar a Grande Frota no Mar do Norte. Passou a maior parte de seu serviço de guerra em missões de patrulha e exercícios de treinamento, porém em meados de 1916 participou da Batalha da Jutlândia, contra os alemães. O navio foi colocado na reserva em março de 1919, depois do fim da guerra, com o governo britânico tentando sem sucesso vendê-lo de volta para o Brasil. O Agincourt acabou vendido para desmontagem em dezembro de 1922, a fim cumprir as limitações do Tratado Naval de Washington, sendo desmantelado em 1924.

## Antecedentes

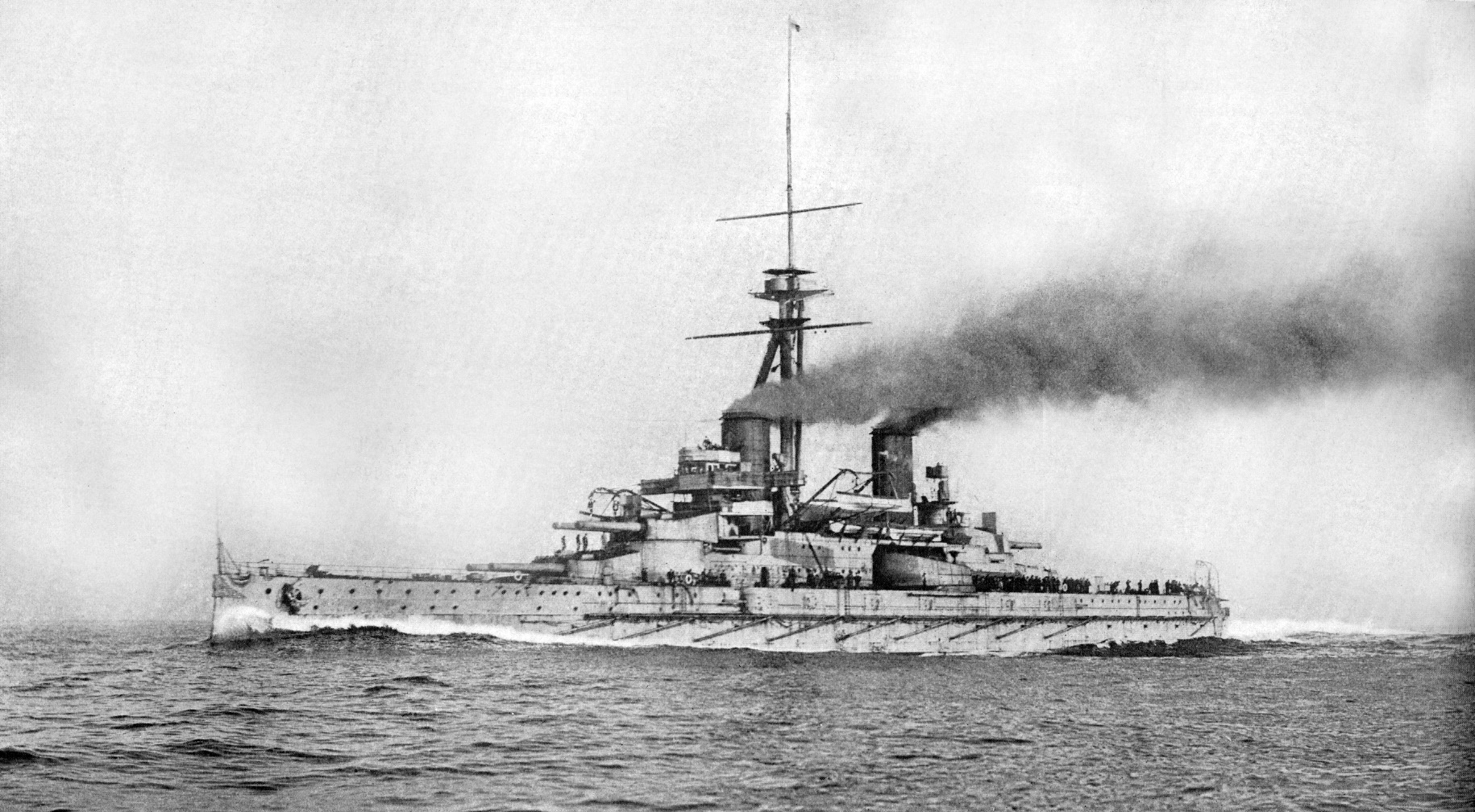
O Minas Geraes, o primeiro couraçado construído para a Marinha do Brasil

O Brasil passou por um período instável depois do golpe de estado que depôs o imperador D. Pedro II, em novembro 1889. A Marinha do Brasil, principalmente após a Revolta da Armada, em 1893 e 1894, viu-se incapaz de cuidar de seus próprios navios e sem condições para adquirir novos. Enquanto isso, o Chile e Argentina, este o principal rival do Brasil, firmaram em 1902, um acordo de limitação naval, como parte de uma solução maior para uma disputa de fronteiras, porém, os dois países mesmo assim concordaram em manter as embarcações construídas nesse ínterim, muitos das quais eram significativamente mais modernas e poderosas que as brasileiras. A Marinha do Brasil também ficou atrás de suas contrapartes chilena e argentina em quantidade: o total naval do Chile na virada para o século XX era de 36 896 toneladas, a Argentina ficava em 34 425 toneladas, enquanto o Brasil totalizava apenas 27 661 toneladas, mesmo com o Brasil tendo uma população três vezes maior que da Argentina e cinco vezes maior que a do Chile.
O aumento internacional da demanda por café e borracha, no início do século XX, levou a um influxo de caixa para o Brasil. Simultaneamente, José Paranhos Júnior, o Barão do Rio Branco, liderou um movimento de brasileiros proeminentes para forçar as principais nações do mundo a reconhecer seu país como uma potência internacional. O Congresso Nacional inaugurou em 1904 um programa de aquisição naval. Três couraçados pequenos foram encomendados em 1906, porém o lançamento do britânico HMS Dreadnought fez a marinha brasileira reconsiderar. Foi assinado em março de 1907 um acordo para três couraçados da Classe Minas Geraes. Dois seriam construídos imediatamente pelos estaleiros britânicos da Armstrong Whitworth e Vickers, com o terceiro a ser entregue depois.
Argentina e Chile ficaram alarmados pelas movimentações brasileiras e rapidamente anularam seu acordo de 1902, procurando couraçados próprios. As encomendas argentinas, após um longo processo de licitação, foram feitas ao estaleiro norte-americano da Fore River Shipbuilding, enquanto as encomendas chilenas, também junto a Armstrong Whitworth, foram adiadas devido a um enorme terremoto que destruiu Valparaíso, em agosto de 1906. As relações brasileiras com a Argentina começaram a melhorar ao mesmo tempo que o crescimento econômico desacelerou, fazendo com que o governo do Brasil tentasse negociar, sem sucesso, a não construção do terceiro couraçado do contrato. O dinheiro necessário foi pego em empréstimo e a construção do "Rio de Janeiro" teve início em março de 1910, porém foi cancelado em maio, quando o governo brasileiro pediu para o estaleiro preparar novos projetos.
A Marinha do Brasil tinha se dividido em duas facções que discordavam sobre o tamanho da bateria principal que deveria ser instalada novo couraçado. O almirante Alexandrino Faria de Alencar, ministro da Marinha do presidente Nilo Peçanha, era a favor de um aumento em relação aos canhões de 305 milímetros que foram instalados na Classe Minas Geraes. Por outro lado, seu sucessor, o almirante Joaquim Marques Batista de Leão, favorecia manter as armas menores, porém mais rápidas no disparo. Não são claras as influências exatas sobre o governo brasileiro, porém Leão passou a defender suas opiniões em reuniões com o presidente Hermes da Fonseca. Outros eventos provavelmente também os influenciaram, como a Revolta da Chibata em novembro de 1910, os pagamentos dos empréstimos dos couraçados e a piora da situação econômica nacional que levou a um aumento da dívida governamental e déficits do orçamento. Fonseca se decidiu em maio de 1911, afirmando que:
| “ | Quando tomei posse, descobri que meu predecessor havia assinado contrato para a construção do encouraçado Rio de Janeiro, uma embarcação de trinta e duas mil toneladas, com armamento de canhões de catorze polegadas. Considerações de todos os tipos apontaram a inconveniência de adquirir tal embarcação e para revisão de contrato no sentido de reduzir a tonelagem. Isto foi feito, e possuiremos uma poderosa unidade que não será construída em linhas exageradas como as que ainda não provaram-se no tempo da experiência. | ” |

A contrato para a aquisição do novo couraçado foi assinado em 3 de junho de 1911, com o início da construção ocorrendo em setembro. O projeto tinha catorze canhões de 305 milímetros, um número altíssimo que o historiador David Topliss atribuiu à necessidade política: a embarcação precisava parecer mais poderosa para a população brasileira do que seus predecessores, porém sem aumentar o tamanho dos canhões, com a única opção restante sendo o aumento do número total de armas.

## Características

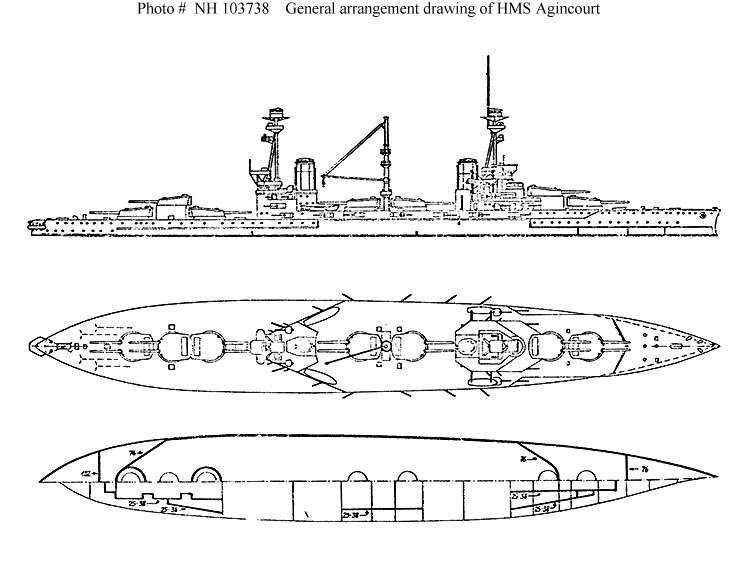
Desenho geral do Agincourt

O Agincourt tinha um comprimento de fora a fora de 204,7 metros, boca de 27,1 metros e calado de 9,1 metros em carregamento máximo. Seu deslocamento era de 28 297 toneladas em carregamento padrão, podendo chegar a 31 355 toneladas em carregamento máximo. Sua altura metacêntrica ficavam em 1,5 metro em carregamento máximo. Seu círculo de virada era grande, porém sua manobrabilidade era boa apesar de seu grande comprimento. O couraçado também foi considerado uma boa plataforma de tiro.
A embarcação foi considerada particularmente confortável e muito bem equipada internamente quando entrou em serviço na Marinha Real Britânica. Um bom conhecimento da língua portuguesa era necessário para se trabalhar em muitas das áreas, incluindo até mesmo nos toaletes, pois as placas originais de instrução colocadas para a marinha brasileira não tinham sido substituídas quando o navio foi tomado pelos britânicos. Sua tripulação em 1917 era composta por 1 268 oficiais e marinheiros.

### Propulsão
O couraçado era alimentado por quatro turbinas a vapor Parsons, cada uma impulsionando uma hélice de três lâminas. Duas turbinas de alta pressão impulsionavam as hélices externas, enquanto duas turbinas de baixa pressão era o que movimentavam as hélices centrais. Cada hélice tinha 2,9 metros de diâmetro. As turbinas foram projetadas para produzir um total de 34 mil cavalos-vapor (25,4 mil quilowatts), porém conseguiram gerar quarenta mil cavalos-vapor (trinta mil quilowatts) durante seus testes marítimos, excedendo levemente sua velocidade projetada de 22 nós (41 quilômetros por hora).
A usina de produção de energia consistia em 22 caldeiras de tubo Babcock & Wilcox, que operavam a uma pressão de 235 libras-força por polegada quadrada. O Agincourt normalmente carregava 1,5 mil toneladas de carvão, mas tinha capacidade para 3,3 mil toneladas, além de 630 toneladas de óleo combustível para ser borrifado sobre o carvão, com o objetivo de aumentar sua taxa de consumo. Seu alcance em capacidade máxima era de sete mil milhas náuticas (treze mil quilômetros) a dez nós (dezenove quilômetros por hora). A energia elétrica era produzida por quatro geradores elétricos alternados movidos a vapor.

### Armamentos

Esquema do arranjo único da bateria principal do Agincourt, mostrando suas sete torres de artilharia e catorze canhões

O Agincourt era equipado com catorze canhões BL 305 milímetros Mk III calibre 45 montados em sete torres de artilharia duplas movidas hidraulicamente, nomeadas extra-oficialmente pelos sete dias da semana, começando com Domingo na proa e indo até a popa. Este foi o maior número de torres de artilharia e canhões já instalados em uma bateria principal de um couraçado em toda a história. Esses canhões tinham um ângulo de tiro de três graus negativos até treze graus e meio positivos. Eles disparavam projéteis de 386 quilogramas em uma velocidade de saída de 831 metros por segundo; na elevação máxima isso dava um alcance de pouco mais de dezoito quilômetros com projéteis antiblindagem. As torres foram modificadas durante a guerra para que a elevação pudesse chegar em dezesseis graus, porém isso aumentou o alcance em apenas pouco mais de seiscentos metros. A cadência de tiro era de 1,5 disparos por minuto. Quando um disparo lateral completo era efetuado, "a cortina de chamas resultante era grande o bastante para criar a impressão de que um cruzador de batalha tinha explodido; era inspirador". Nenhum dano ao navio era infligido quando disparos laterais completos eram realizados, apesar da crença  de que isso iria parti-lo em dois, porém boa parte das louças e objetos de vidro foram danificados após o primeiro disparo.
O navio foi construído com uma bateria secundária formada por dezoito canhões BL 152 milímetros Mk XIII calibre 50. Catorze foram instalados em casamatas blindadas no convés superior, dois na dianteira da superestrutura e mais dois atrás, estas protegidas por escudos. Outros dois canhões foram adicionados após a tomada britânica, lado a lado da ponte de comando em montagens em eixo protegidas por blindagem. Essas armas podiam ser disparadas em até sete graus negativos e treze graus positivos, depois aumentado para quinze. O alcance era de de 12,3 quilômetros a quinze graus, disparando um projétil de 45 quilogramas a uma velocidade de saída de 840 metros por segundo. Sua cadência de tiro era de cinco a sete disparos por minuto, porém isto caia para três disparos por minuto depois das munições pré-preparadas terem sido usadas; isto ocorria porque os molinetes de munição eram poucos e muito lentos para suprir as armas em tempo. Cada canhões tinha disponível aproximadamente 150 projéteis.
Cada torre de artilharia era equipada com um telêmetro blindado localizado em seu teto. Além disso, outro telêmetro ficava montado em cima de uma plataforma na parte baixa do mastro dianteiro. Na época da Batalha da Jutlândia, em 1916, o Agincourt era provavelmente o único couraçado britânico não equipado com uma mesa de controle de fogo. Um sistema de controle de disparo foi depois instalado no mastro dianteiro e mais adiante uma das torres foi modificada para controlar todo o armamento principal. Um sistema de controle para os canhões de 152 milímetros foi instalado em cada lateral em 1916–17. Um telêmetro de alto ângulo também foi instalado em 1918.
A defesa à curta distância contra barcos torpedeiros poderia ser feita por meio de dez canhões de disparo rápido de 76 milímetros. Estas eram montadas em eixo na superestrutura e protegidas por escudos. O navio também era equipado com três tubos de torpedo submersos de 533 milímetros: um em cada lateral e o último na popa. A água que entrava no tubo quando eles eram disparados, era descarregada no bemol do torpedo, a fim de facilitar o recarregamento, e então bombeada para fora do navio. Isto significava que a tripulação torpedeira operava sobre noventa centímetros de água caso disparos rápidos fossem necessários. Cada tubo tinha dez torpedos disponíveis.

### Blindagem
Boa parte da tonelagem do Agincourt foi dedicada à suas armas, sobrando pouco para sua blindagem. Seu cinturão principal tinha apenas 229 milímetros de espessura, bem abaixo dos 305 milímetros presente em outros couraçados britânicos contemporâneos. O cinturão tinha 111,3 metros de comprimento, começando na extremidade dianteira da barbeta da torre "Segunda-Feira" até o meio da barbeta da torre "Sexta-Feira". A proteção à frente do cinturão diminuía para 152 milímetros por 15,2 metros, antes de chegar à proa, quando diminuía ainda mais para 102 milímetros. Na traseira o cinturão também se reduzia a 152 milímetros por 9,1 metros e então ficava em 102 milímetros; ele não chegava à popa, terminando na antepara traseira. O cinturão superior ia do convés principal ao superior e tinha 152 milímetros de espessura. Ele começava na barbeta "Segunda-Feira" e terminava na barbeta da torre "Quinta-Feira". As anteparas blindadas nas extremidades da embarcação curvavam-se para dentro ao final do cinturão de blindagem até as barbetas, tendo 76 milímetros de espessura. Quatro dos conveses do Agincourt eram blindados com espessuras que iam de 25 a 64 milímetros.
A blindagem das barbetas era um dos principais pontos fracos da proteção do Agincourt. Elas tinham 229 milímetros de espessura acima do convés superior, porém esse valor diminuía para 76 milímetros entre os conveses superior e principal, não existindo forma alguma de blindagem abaixo disso com a exceção da barbeta da torre "Domingo", que era de 76 milímetros, e das barbetas "Quinta-Feira" e "Sábado", que ficavam em 51 milímetros. A blindagem das torres de artilharia era de 305 milímetros na frente, 203 milímetros nas laterais e 254 milímetros atrás. Os tetos tinham uma blindagem que começava em 76 milímetros na dianteira e diminuía para 51 milímetros atrás. As casamatas da bateria secundária eram protegidas por blindagens de 152 milímetros e defendidas de tiros de enfiada por anteparas de 152 milímetros.
A torre de comando principal era protegida por uma blindagem de 305 milímetros de espessura nas laterais e um teto de 102 milímetros. A torre de comando traseira, algumas vezes chamada da torre de controle de torpedos, tinha proteção nas laterais de 229 milímetros e no teto de 76 milímetros. O tubo de comunicação que conectava cada posição de combate tinha uma proteção de 152 milímetros acima do convés superior e 51 milímetros abaixo. Cada um dos depósitos de munição era protegido por duas placas de blindagem em cada lado das anteparas de torpedos, a primeira contava com 25 milímetros de espessura e a segunda com 38 milímetros.
Outra falha no Agincourt era que ele não era subdividido de acordo com os padrões da Marinha Real Britânica, pois os brasileiros preferiam eliminar todas as anteparas à prova d'água possíveis que poderiam limitar o tamanho de compartimentos e interferir com o conforto da tripulação. Um exemplo disso era a área de refeitório e relaxamento dos oficiais, que tinha as dimensões de 25,9 por 18,3 metros, muito maior do que qualquer outra equivalente em uma embarcação da Grande Frota.

## História

### Construção

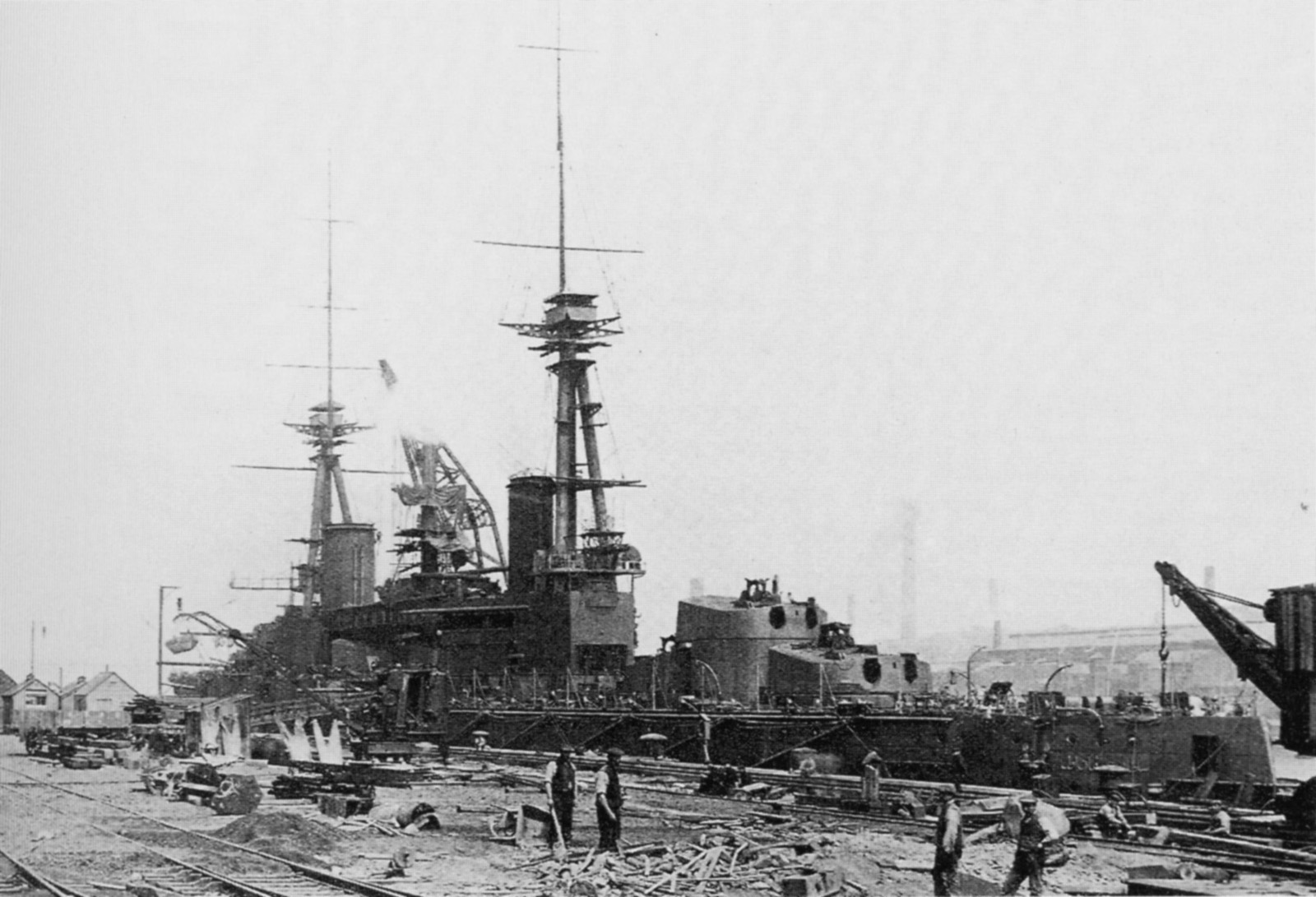
O Sultân Osmân-ı Evvel nos estágios finais de sua equipagem em 1914

O batimento de quilha do Rio de Janeiro ocorreu no dia 14 de setembro de 1911, no estaleiro da Armstrong Whitworth em Newcastle upon Tyne, e foi lançado ao mar em 22 de janeiro de 1913. O governo brasileiro ficou em uma situação cada vez pior depois do início das obras; uma recessão econômica europeia depois do final da Segunda Guerra Balcânica, em agosto de 1913, diminuiu sua capacidade de obter empréstimos estrangeiros, ao mesmo tempo que suas exportações de café e borracha ruíram. Esta segunda devido a perda do monopólio brasileiro para plantações britânicas no Extremo Oriente. Além disso, relatos sobre a construção de novos couraçados indicavam que o "Rio de Janeiro" já estaria obsoleto quando entrasse em serviço. Isto fez com que o Brasil colocasse o navio à venda em outubro de 1913, com ele sendo comprado pelo Império Otomano em 28 de dezembro de 1913, pelo valor de 2,75 milhões de libras. O couraçado foi renomeado para Sultân Osmân-ı Evvel e passou pelos seus testes marítimos em julho de 1914 e foi finalizado em agosto, um mês após o início da Primeira Guerra Mundial.
A guerra começou durante os testes marítimos e antes dele ter sido entregue. A tripulação otomana já tinha chegado no Reino Unido para assumir seu controle, porém o governo britânico tomou a embarcação para incorporá-lo à Marinha Real. O capitão otomano, que estava aguardando em um transporte no rio Tyne junto com quinhentos marinheiros, ameaçou entrar no navio e hastear a bandeira otomana. Winston Churchill, o Primeiro Lorde do Almirantado, deu ordens para que tal tentativa enfrentasse uma "força armada, se necessário". Os britânicos ao mesmo tempo tomaram um segundo couraçado otomano, o Reşadiye, que estava sendo construído pela Vickers e era baseado na Classe King George V; este foi renomeado para HMS Erin. Ações desse tipo eram permitidas pelos contratos, pois Churchill não queria arriscar que os navios fossem usados contra o Reino Unido, porém houve consequências.
A tomada do Sultân Osmân-ı Evvel e do Reşadiye causou grande animosidade no Império Otomano, onde assinaturas públicas tinham parcialmente financiado os navios. O governo otomano estava em um impasse financeiro sobre o orçamento dos couraçados, assim doações para Marinha Otomana começaram a vir de tavernas, cafés, escolas e mercados, com grandes donatários sendo recompensados com uma "Medalha de Doação da Marinha". A tomada da embarcação, mais o presente alemão na forma do cruzador de batalha SMS Goeben e do cruzador rápido SMS Breslau para os otomanos, fez com que a opinião pública se voltasse contra o Reino Unido, com o país entrando na guerra em 29 de outubro, ao lado da Alemanha e Áustria-Hungria, para formar os Impérios Centrais, opondo-se à Tríplice Entente do Reino Unido, França e Rússia.
A Marinha Real renomeou o couraçado para HMS Agincourt e fez algumas modificações; particularmente, a ponte suspensa sobre as duas torres de artilharia centrais foi removida. A embarcação tinha originalmente sido equipada com vasos sanitários ao estilo turco que foram substituídos. O nome "Agincourt" era o favorito de Churchill, porém tinha inicialmente sido designado para o sexto couraçado da Classe Queen Elizabeth, que nunca teve sua construção iniciada e foi cancelado depois do começo da guerra. Seu apelido era "O Palácio de Gin", que veio de suas acomodações luxuosas e da corrupção de seu nome; gin rosa sendo uma bebida popular entre os oficiais na época.
O Almirantado Britânico não estava preparado para tripular um navio do tamanho do Agincourt em tão pouco tempo, com sua tripulação inicialmente sendo retirada "dos escalões mais altos e baixos do serviço: os iates Reais e quartéis de detenção". O capitão e o oficial executivo do couraçado foram transferidos do iate real HMY Victoria and Albert, assim como a maior parte da tripulação que foi designada para servir no Agincourt em 3 de agosto. A maioria dos reservistas navais já tinham sido convocados e colocados em outras embarcações, assim vários pequenos criminosos, cujas sentenças tinham sido perdoadas, foram tirados de prisões e campos de detenção.

### Serviço

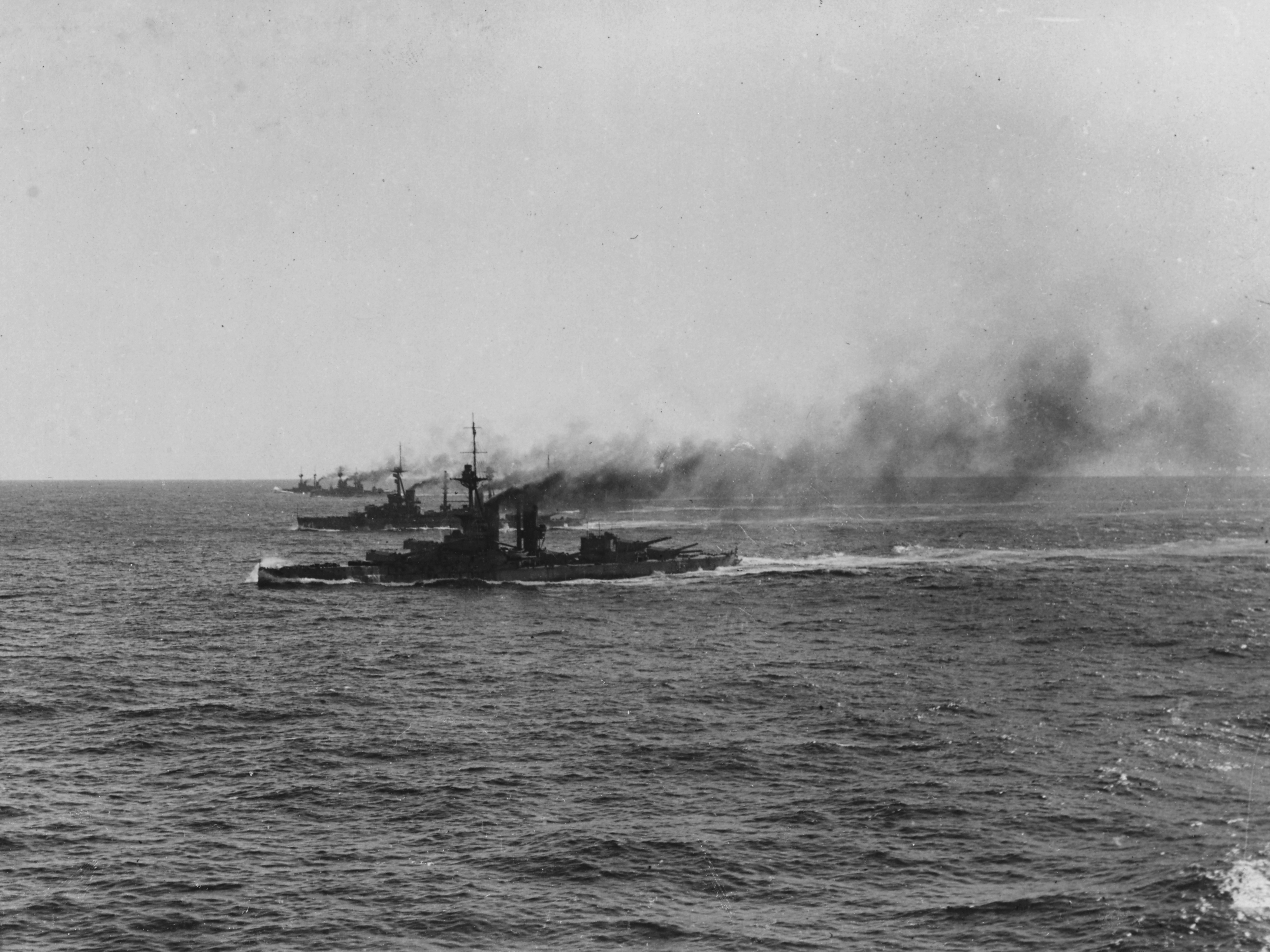
Couraçados da 4ª Esquadra de Batalha da Grande Frota no Mar do Norte em 1915. O Agincourt é o segundo navio

O Agincourt passou por mais testes até 7 de setembro, quando entrou na 4ª Esquadra de Batalha da Grande Frota. O ancoradouro normal da frota em Scapa Flow ainda não estava protegida contra ataques de submarinos, assim boa parte da frota foi mantida em alto mar, onde o couraçado passou quarenta de seus oitenta primeiros dias na Grande Frota. Este foi o começo de "um ano e meio de inação, interrompido apenas por 'varreduras' ocasionais do Mar do Norte com a intenção de atrair inimigos de suas bases".
O navio foi designado para a 1ª Esquadra de Batalha pouco antes da Batalha da Jutlândia, em 31 de maio e 1º de junho de 1916. Era o último couraçado a ser incorporado na Sexta Divisão, junto com o HMS Hercules, HMS Revenge e a capitânia HMS Marlborough, todos vindos de uma classe diferente. A Sexta Divisão era a coluna mais a estibordo da Grande Frota, enquanto seguia para o sul do Mar do Norte com o objetivo de se encontrar com a Frota de Cruzadores de Batalha do vice-almirante sir David Beatty, que tinha enfrentado a Frota de Alto-Mar alemã. O almirante sir John Jellicoe, comandante da Grande Frota, manteve a formação de cruzeiro até às 18h15, quando ordenou uma formação em coluna única baseada na divisão à bombordo, com cada navio virando-se em noventa graus em sucessão. Esta virada deixou os couraçados da Sexta Divisão os mais próximos dos couraçados da Frota de Alto-Mar, com os britânicos disparando em cada navio enquanto viravam para bombordo. Esta concentração ficou mais tarde conhecida como "Canto da Ventania", pois os britânicos foram assolados pelos disparos alemães, apesar de nenhum ter acertado.
O Agincourt abriu fogo com sua bateria principal contra um cruzador de batalha alemão às 18h24. Seus canhões de 152 milímetros começaram a atirar pouco depois, enquanto barcos torpedeiros alemães atacaram os couraçados britânicos, a fim de cobrir a virada ao sul e retirada da Frota de Alto-Mar. O Agincourt conseguiu desviar de dois torpedos, porém um acertou o Marlborough. A visibilidade melhorou por volta das 19h15, com o navio enfrentando um couraçado da Classe Kaiser sem resultado, até que este foi perdido no meio da fumaça e neblina. O Marlborough foi forçado a reduzir sua velocidade às 20h, por conta dos danos infligidos por torpedos às suas anteparas, com seus colegas de divisão igualando a velocidade. A divisão perdeu a Grande Frota de vista devido à baixa visibilidade, passando também perto do danificado cruzador de batalha alemão SMS Seydlitz sem abrir fogo. O amanhecer de 2 de junho mostrou que se encontravam entre detritos da batalha do dia anterior e os couraçados voltaram para Scapa Flow. O Agincourt disparou 144 projéteis de 305 milímetros e 111 de 152 milímetros, porém não se sabe se ele acertou algum alvo.

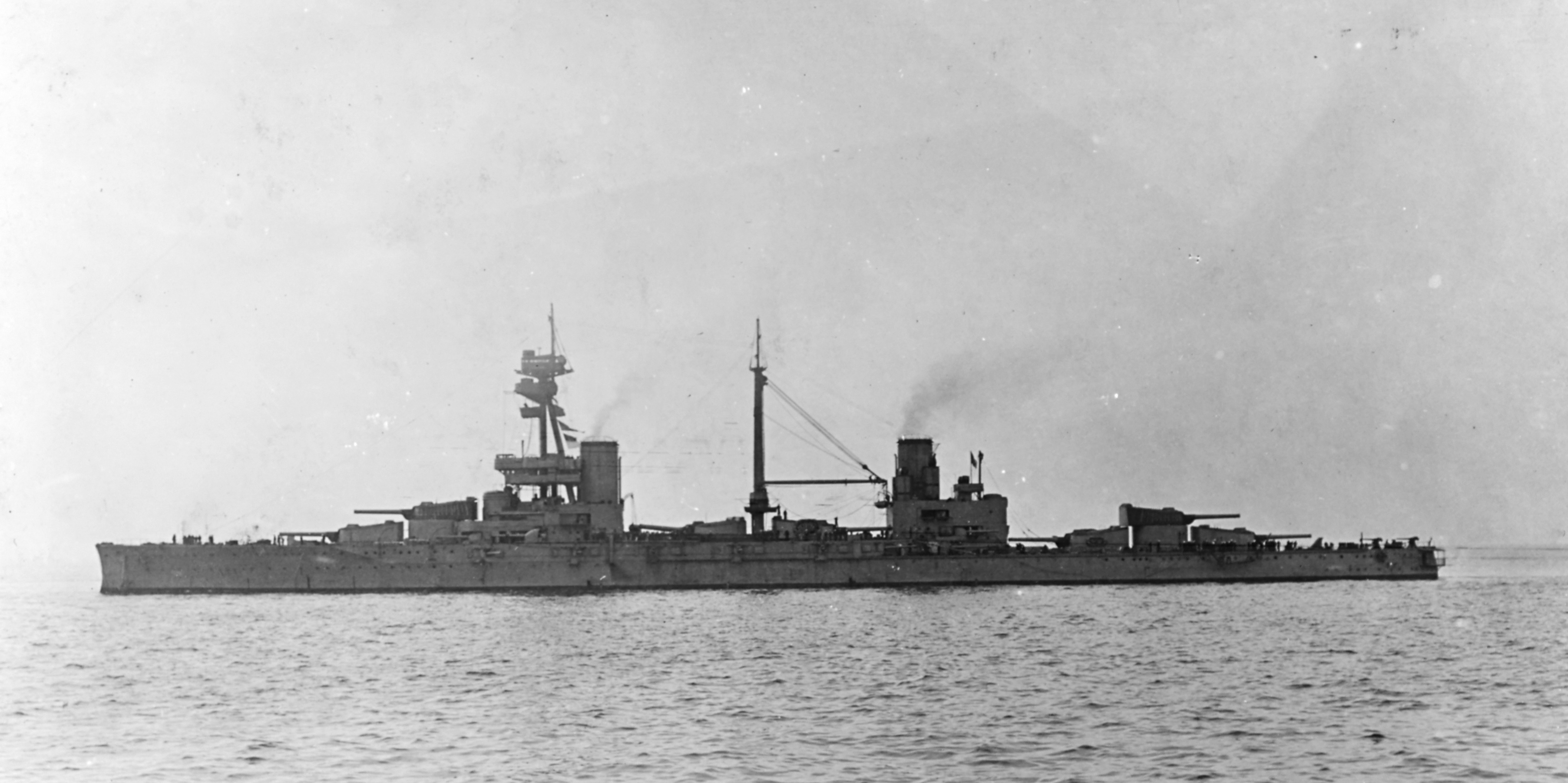
O Agincourt em 1918

A Grande Frota participou de várias incursões nos anos seguintes, porém sem registro de atividades do Agincourt. Ele e o Hercules ficaram estacionados na base de Scapa Flow em 23 de abril de 1918, a fim de dar cobertura para comboios escandinavos, entre o Reino Unido e a Noruega, no mesmo período em que a Frota de Alto-Mar tentou interceptar e destruir esses comboios. Entretanto, os relatórios da inteligência alemã estavam errados sobre o cronograma, fazendo com que os comboios de ida e vinda navegassem em segurança, sem que os alemães alcançassem suas rotas. Assim, o almirante Reinhard Scheer ordenou que seus navios retornassem à Alemanha, sem avistar embarcações inimigas.
Posteriormente, o Agincourt foi transferido para a 2ª Esquadra de Batalha e esteve presente quando a Frota de Alto-Mar se rendeu, em 21 de novembro de 1918, logo depois do fim da guerra. O couraçado foi colocado na reserva em março de 1919, em Rosyth. Os britânicos tentaram vendê-lo de volta para o Brasil, sem sucesso. Assim o Agincourt foi listado para descarte em abril de 1921, porém acabou utilizado para propósitos experimentais no mesmo ano. A Marinha Real planejou convertê-lo em uma base naval móvel e suas armas foram removidas em preparação, que também incluiria a remoção de cinco de suas sete torres de artilharia e a conversão de suas barbetas em depósitos e locais de trabalho. As torres "Segunda-Feira" e "Quinta-Feira" seriam mantidas. O Agincourt acabou vendido como sucata em 19 de dezembro de 1922, a fim de cumprir as limitações de tonelagem do Tratado Naval de Washington, sendo desmontado no final de 1924.